# ألو مرحبا (مسلسل)
ألو مرحبا مسلسل كوميدي اجتماعي سعودي من إنتاج إم‌ بي‌ سي 1، وتأليف فهد العبد اللطيف وإخراج سمير عارف..

## قصة المسلسل
فكرة مسلسل «آلو.. مرحبا» تقوم على بطولة جماعية مكونة من أربعة شباب وأربع فتيات في جو شبابي سعودي يعرض يوميات الشباب السعودي في الوظائف وكيفية التعامل مع القسم النسائي وكل ممثل يحمل شخصية خاصة ومميزة تختلف عن الآخر .

## طاقم التمثيل
- مروة محمد
- عبد الله السناني
- عبد الرحمن الخطيب
- عادل العتيبي
- أمينة العلي
- محمد الشدوخي
- أحمد شعيب
- زارا البلوشي
- قمر الترك
- [[هان

ي مفاصل]]
عبدالرحيم الشربجي

## البث
عرض على قناة إم‌ بي‌ سي 1 العرض الأول 1 سبتمبر 2012.